# Habokok
El río Habokok es un cañón (fiumara) que se encuentra en el condado de Turkana, al noroeste de Kenia (región del Valle del Rift de África Oriental), a 400 km de Nairobi.
Desemboca por un jardín en el Lago Turkana.